# Pădureni (Grajduri), Iași
Pădureni este un sat în comuna Grajduri din județul Iași, Moldova, România.
Localitatea Pădureni este formată din două trupuri principale:
- Pădureni, cu caracter răsfirat, situat la est de Magistrala CFR 600 și accesibil prin intermediul DC50A
- Bordea, aflată în nordul comunei Grajduri, cu dispunere liniară de-a lungul DJ248 și cu doar câteva case răsfirate.[1] Potrivit lui János Jerney⁠(hu)[traduceți] în cartea Keleti utazása a' magyarok' őshelyeinek kinyomozása végett 1844 és 1845 (1851), Borda sau Borde este numele dealului și satului aflat pe el, aflat la aproximativ două ore la sud de Iași, pe drumul poștal spre Vaslui cu o stație. După Jerney, numele are o origine maghiară, fiind întâlnit sub forma Bordás în Ținutul Secuiesc, Bordány în Panonia sau Transilvania și altele, indicând primirea numelui de la maghiari.[2]